# GomSpace
GomSpace es un grupo empresarial especializado en diseñar, integrar y fabricar nanosatélites de altas prestaciones para el sector académico, gubernamental y comercial. Entre sus soluciones de negocio destacan la integración de sistemas, distintos subsistemas para nanosatélites y tecnología de radio miniaturizada.
Cotiza en el Nasdaq en Estocolmo (GOMX), con sede en Dinamarca y filiales en Suecia, Estados Unidos y Singapur. Al cierre de 2017, contaba con más de 150 empleados, con una cartera de clientes de más de 50 países.

## Historia
En el año 2001 los fundadores originales de GomSpace se reúnen como estudiantes en la Universidad de Aalborg (Dinamarca), se les acuñó el apodo de Grumpy Old Men (Viejos Gruñones, en español) en círculos académicos. Este apodo pasaría a formar las tres primeras siglas de la empresa: GOM. Su idea inicial era llevar algo al espacio.
En 2007, GomSpace se establece en Novi Science Park, un parque tecnológico en los aledaños de la Universidad de Aalborg, en la zona este de la ciudad. Los primeros proyectos estaban relacionados con la investigación, cuyos clientes proceden del ámbito académico y científico.
Ya en 2013, se lanza la primera misión de GomSpace, apodada GOMX-1. Se trata de un nanosatélite 2U experimental que se lanzó a bordo de un cohete Dnepr. El objetivo principal de la misión era demostrar el seguimiento de la aeronave desde el espacio en función de la recepción de señales ADS-B. En ese momento, GomSpace consta de 10 empleados, con clientes en 30 países.
En 2014 se produce un cambio de estrategia y un nuevo enfoque comercial. La tecnología de los nanosatélites y la creciente toma de conciencia de sus oportunidades comerciales motivan dicho cambio. Las oportunidades de los mercados comerciales para los nanosatélites se escriben en la estrategia de GomSpace y se materializan en la organización. Se establece una visión largoplacista para abarcar la industrialización, crear la consolidación y sentar las bases para la futura producción a gran escala de nanosatélites.
En octubre de 2015 se lanza el satélite GOMX-3, en colaboración con ESA, demostrando un rendimiento robusto y nuevas aplicaciones. Las demostraciones incluyen downlink en banda X de segunda generación, receptor de tráfico aéreo y técnicas de radio definidas por software.
En junio de 2016, GomSpace en la lista de empresas cotizadas del Nasdaq sueco, en Estocolmo. Se funda de forma simultánea GS Suecia. En octubre de ese año, GS Sweden adquiere NanoSpace AB. NanoSpace desarrolla sistemas de propulsión que GomSpace considera fundamentales para completar la cartera de productos.
En febrero de 2017, el grupo GomSpace cuenta con más 80 empleados y clientes en más de 50 países. El día 28 de ese mes, GomSpace es seleccionada para la entrega de una constelación de satélites a Sky and Space Global (UK) Ltd. La primera entrega de satélites será en 2018. El 24 de mayo de 2017, GomSpace abre su primera oficina en Singapur. El departamento liderará las actividades de la compañía en Asia. En junio de 2017, GomSpace abre otra oficina en Washington, a fin de consolidarse en el mercado estadounidense. En julio, la sede en Aalborg se traslada a Langagervej en Aalborg, Dinamarca. Los nuevos espacios de oficinas cubren aproximadamente 6500 metros cuadrados. GomSpace cuenta con 125 empleados en su personal. 
El día 30 de diciembre de ese año, GomSpace y el Ministerio de Economía de Luxemburgo se asocian para desarrollar una unidad de negocios con enfoque en operaciones de constelaciones de satélites y procesamiento de datos, ofrecida como un servicio a una clientela de alcance internacional, incluyendo un centro de soporte dedicado a asuntos regulatorios. Se pretende que GomSpace Luxembourg cuente 50 empleados a tiempo completo para 2021.
Está previsto que para febrero del 2018, GomSpace lance la misión GOMX-4 que incluye 2 nanosatélites que orbitarán en tándem. Los socios del proyecto son DTU, The Danish Defense y la ESA.